# Potere disperdente delle punte

Dimostrazione dell'effetto punta, la forza elettrica degli elettroni che viene esercitata tra loro porta loro ai bordi/spigoli degli oggetti, se la forza è sufficiente questa può farli fuggire via dagli spigoli più vivi/acuti.

In fisica, in particolare in elettromagnetismo, il potere disperdente delle punte o potere dispersivo delle punte è un fenomeno che si osserva nei conduttori carichi elettricamente, e consiste nella formazione di un campo elettrico più intenso in prossimità delle zone in cui la superficie del conduttore presenta un raggio di curvatura minore (ovvero una maggiore curvatura, cosa che accade ad esempio se l'oggetto è molto appuntito).
Il fenomeno spiega, ad esempio, i fuochi di Sant'Elmo e il fatto che i fulmini colpiscano più facilmente guglie, alberi o parafulmini: l'aria infatti si ionizza massimamente dove il campo è più intenso e lì si ha la maggiore probabilità che si formi una scarica elettrica.
Sul potere disperdente delle punte si basavano i raddrizzatori usati in elettronica prima dell'invenzione dei diodi, come ad esempio quelli a cristallo di galena: se un cristallo appuntito o una punta metallica è a contatto con la faccia piana di un altro cristallo gli elettroni possono essere espulsi dal forte campo che si genera nel primo e passare nel secondo, ma non può accadere il contrario.

## Descrizione
Per mostrare ciò che accade in prossimità di una convessità, si calcola il potenziale elettrico {\displaystyle V_{1}} e {\displaystyle V_{2}} di due sfere di grandezza diversa, una di raggio {\displaystyle R_{1}} e l'altra di raggio {\displaystyle R_{2}}:
{\displaystyle V_{1}={\frac {1}{4\pi \varepsilon _{0}}}{\frac {Q_{1}}{R_{1}}}\qquad V_{2}={\frac {1}{4\pi \varepsilon _{0}}}{\frac {Q_{2}}{R_{2}}}}
con {\displaystyle R_{2}>R_{1}}. Se le due sfere fanno parte di uno stesso conduttore, allora si troveranno allo stesso potenziale (le si può pensare unite da un filo conduttore su cui si assume che non si dispongano cariche). Ponendo {\displaystyle V_{1}=V_{2}} si ha quindi:
{\displaystyle {\frac {Q_{1}}{R_{1}}}={\frac {Q_{2}}{R_{2}}}}
il che evidenzia come il rapporto tra la carica {\displaystyle Q} e il raggio {\displaystyle R} sia costante, a parità di potenziale. Sulla superficie a maggior curvatura (la sfera più piccola) si dispone quindi una carica minore rispetto alla superficie a minor curvatura, tuttavia diverso è invece il discorso per la densità di carica. Calcolando infatti le densità di carica superficiali {\displaystyle \sigma _{1}} e {\displaystyle \sigma _{2}} delle singole sfere si ha:
{\displaystyle \sigma _{1}={\frac {Q_{1}}{4\pi R_{1}^{2}}}\qquad \sigma _{2}={\frac {Q_{2}}{4\pi R_{2}^{2}}}}
ed essendo stato trovato che {\displaystyle Q_{1}/R_{1}=Q_{2}/R_{2}}, indicando con {\displaystyle K} questo valore si può scrivere:
{\displaystyle \sigma _{1}={\frac {K}{4\pi R_{1}}}\qquad \sigma _{2}={\frac {K}{4\pi R_{2}}}}
La densità superficiale di carica è dunque minore sulla seconda sfera. Tenendo presente il teorema di Coulomb (cioè il fatto che l'intensità del campo elettrico in prossimità della superficie di un conduttore è proporzionale alla densità superficiale di carica {\displaystyle \sigma }) si ha che il campo elettrico è più intenso nelle vicinanze della sfera più piccola, che ha una densità di carica maggiore.
Considerando inoltre il rapporto {\displaystyle \sigma _{1}/\sigma _{2}}:
{\displaystyle {\frac {\sigma _{1}}{\sigma _{2}}}={\frac {K}{4\pi R_{1}}}{\frac {4\pi R_{2}}{K}}={\frac {R_{2}}{R_{1}}}}
per la proporzionalità del campo elettrico alla densità di carica superficiale segue che:
{\displaystyle {\frac {\sigma _{1}}{\sigma _{2}}}={\frac {E_{1}}{E_{2}}}={\frac {R_{2}}{R_{1}}}}
da cui si deduce che il campo elettrico è inversamente proporzionale al raggio delle sfere.